# Ris-slægten
Ris-slægten (Oryza) er en slægt af græsser med ca. 25 enårige eller flerårige arter, som er udbredt i de tropiske og subtropiske dele af Asien og Afrika. Det er høje planter, som findes i fugtige eller våde områder.
De har græssernes typiske, trævlede rodsystem, cylindriske stængler med "knæ", linjeformede blade med parallelle ribber og lange, stængelomfattende bladskeder samt småaks, der tilsammen danner store toppe.
Én enkelt af arterne, Ris, giver ca. 20 % af det globale kornudbytte, og den er en af de vigtige, klassiske kornarter. Her beskrives kun denne ene art.
| Beskrevne arter |

- Ris (Oryza sativa)

| Andre arter |

- Oryza alta
- Oryza australiensis
- Oryza barthii
- Oryza brachyantha
- Oryza eichingeri
- Oryza glaberrima
- Oryza glumaepatula
- Oryza grandiglumis
- Oryza latifolia
- Oryza longiglumis
- Oryza longistaminata
- Oryza malampuzhaensis
- Oryza meridionalis
- Oryza meyeriana
- Oryza minuta
- Oryza neocaledonica
- Oryza nivara
- Oryza officinalis
- Oryza punctata
- Oryza rhizomatis
- Oryza ridleyi
- Oryza rufipogon
- Oryza schlechteri
- Oryza schweinfurthiana